# Vasili Degtjarjov

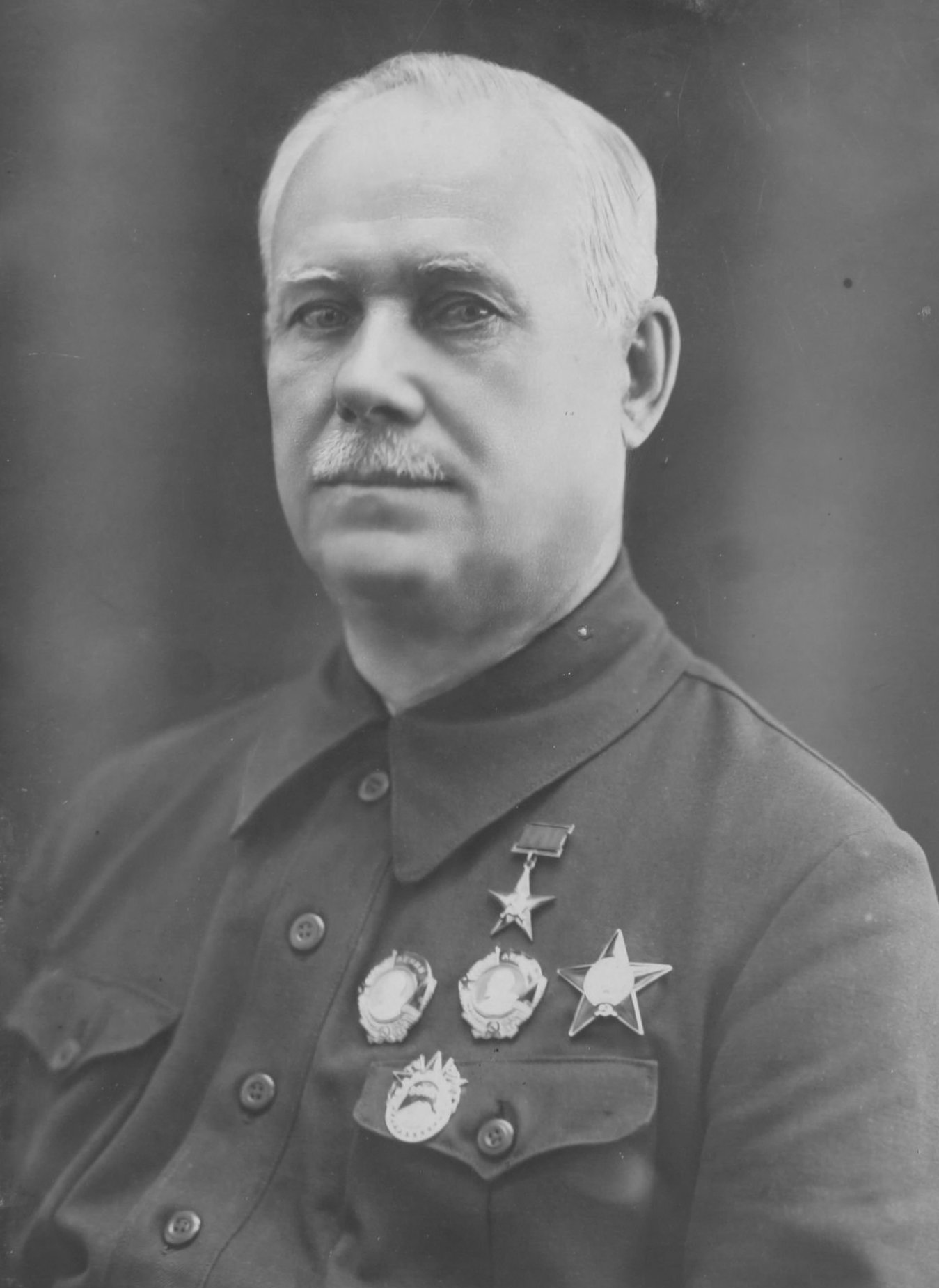
Degtjarov in 1942

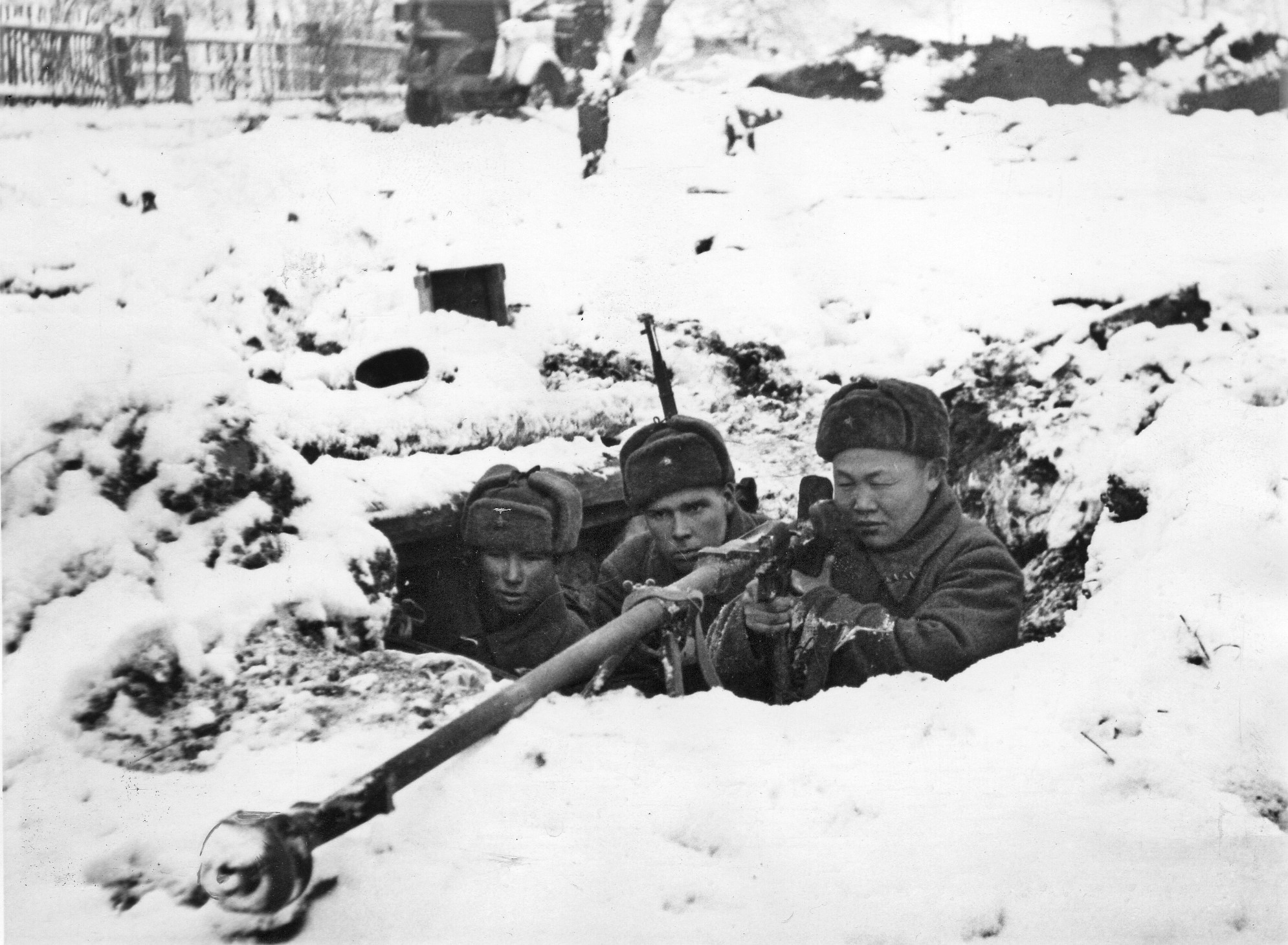
Russische soldaten met een PTRD anti-tankgeweer

Vasili Aleksejevitsj Degtjarjov (Russisch: Василий Алексеевич Дегтярёв) (Toela, 2 januari 1880 - Moskou, 16 januari 1949) was een Russische wapenontwerper, genie-officier en Held van de Socialistische Arbeid. In 1940 promoveerde hij in de technische wetenschappen en in 1941 werd hij lid van de communistische partij.
Degtjarjov was de eerste die leiding gaf aan een Sovjet-Russisch experimenteel constructiebureau voor vuurwapens. Hij ontwierp meerdere typen machinegeweren, machinepistolen en antitankgeweren, die werden geproduceerd in de Degtjarjovfabriek. In 1924 begon hij met het maken van een 7,62mm licht machinegeweer, dat in 1927 in gebruik werd genomen onder de naam DP (Degtyarev Infantry).
Bij het uitbreken van de Tweede Wereldoorlog had het Rode Leger een groot gebrek aan antitankwapens. In recordtijd werd het Degtyaryov enkelvoudige antitankgeweer (PTRD) ontwikkeld en op 29 augustus 1941 startte de productie.
Degtjarjov kreeg de Stalinprijs in 1941, 1942, 1944 en 1949 (de laatste postuum). Hem werd ook drie keer de Orde van Lenin toegewezen, alsmede vier andere ordes en medailles.
Hij overleed op 16 januari 1949.